# Livet är som ett träd
"Livet är som ett träd" är en poplåt som Vicki Benckert både skrev och sjöng då den kom på femte plats i den svenska Melodifestivalen 1984. "Livet är som ett träd" framfördes av Vicki Benckert, som tillsammans med två andra kvinnor dansade och sjöng. De två andra kvinnorna hette Lena Byström och Karin af Malmborg.
Låten utkom 1984 även på singel, där "Dra iväg" var med på B-sidan.